# Humberto Ortega
Humberto Ortega Saavedra (Managua, 10 gennaio 1947 – Managua, 30 settembre 2024) è stato un rivoluzionario, generale, politico e scrittore nicaraguense ministro,  della difesa del Nicaragua in seguito alla rivoluzione sandinista del 1979, sotto la presidenza del fratello Daniel Ortega e sotto la presidenza di Violeta Barrios de Chamorro.

## Biografia
Humberto Ortega e il fratello Daniel Ortega fondarono l'ala "tercerista" del Fronte Sandinista di Liberazione Nazionale nel 1975, insieme ad altri leader del fronte ha pianificato la strategia d'insurrezione urbana che ha acceso la guerriglia in Nicaragua nel 1977  che nel 1979 ha portato alla caduta della dittatura dinastica dei Somoza, come ministro della difesa durante il decennio sandinista Ortega ha supervisionato la creazione dell'Esercito Popolare Sandinista e la condotta della guerra contro i Contras e il loro appoggio contadino.
In seguito alla disfatta elettorale del fratello Daniel Ortega e del FSLN, Humberto ha mantenuto il controllo delle forze armate nel 1995 si è ritirato lasciando il suo posto al suo secondo in comando Joaquín Cuadra.
Humberto ha cominciato a trasformare l'Esercito Sandinista nell'apolitico Esercito Nazionale Nicaraguense è stato accusato di essere la mente dietro all'assassinio di molti ribelli anti-sandinisti ritirati, quest'accusa non è stata perseguita da nessuna autorità legale all'interno e all'esterno del Nicaragua.